# موئکا کویزومی
موئکا کویزومی (انگلیسی: Moeka Koizumi؛ زادهٔ ۲۷ فوریهٔ ۱۹۹۶) بازیگر، و صداپیشه اهل ژاپن است. وی از سال ۲۰۱۰ میلادی تاکنون مشغول فعالیت بوده‌است.